# A Poet from the Sea

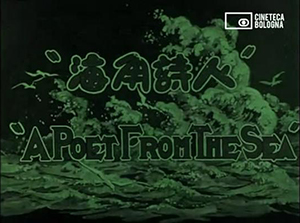
Captura de pantalla

A Poet from the Sea (xinès simplificat:   海角诗人; pinyin: Hǎijiǎo Shīrén). Pel·lícula muda xinesa amb intertítols en xinès i anglès,  del 1927. Produida per Minxin i dirigida per Hou Yao.

## Estil i realització
Del film d'una durada de 90 minuts, només s'hen ha conservat i restaurat una còpia de 23 minuts. Va ser restaurada  pels Arxius Cinematogràfics de Bolonya a Itàlia el 1996  La localització és elegant, i l'ambientació és senzilla. La versió conservada mostra plenament la personalitat romàntica de Hou Yao: hi ha una bellesa senzilla en la relació entre l'home i la natura, i la relació entre el poeta (Hou Yao) i la seva amant (Li Dandan) és plena de poesia.
Es pot veure a bilibili i a YouTube.
Es va rodar a Stanley, Hong Kong per la productora Minxin ( China Sun Motion Picture Company) de Shanghai,fundada pel director Li Minwei.
El director Hou Yao és un dels pioners de la teoria cinematogràfica xinesa. El 1925 va publicar "Techniques of Writing Shadowplay Scripts", el primer llibre de teoria sobre el cinema xinès. Les seves obres són conegudes per les seves formes innovadores i la seva creativitat.

## Sinopsi
La pel·lícula explica la història d'un jove poeta que persegueix la seva llar ideal i es casa amb la seva amant després de molts girs i tombs.
El jove poeta Meng Yiping va perdre els seus pares de jove i té una personalitat retraïda. Viu sol en una illa deserta al Cap. El seu oncle Yin Xifu és membre de l'Assemblea Nacional i la seva filla Meizhen és extravagant. Xifu vol que Yiping sigui el seu gendre, però creu que no és sofisticada i encara no s'ha compromès. Hi ha una encantadora noia de poble anomenada Liu Cuiying a l'illa deserta. Està profundament enamorada de Yiping. El tirà local Zhang Tianba cobeja Cuiying des de fa molt de temps i sempre vol obligar Cuiying a casar-se. Es publica el recull de poesia de Yiping, que causa sensació al món literari. Meizhen veu que Yiping ha tingut èxit, així que va a l'illa deserta i fingeix que la mare de Yiping està greument malalta, instant-la a tornar ràpidament. Yiping torna a casa i descobreix que ha estat enganyada. Quan torna a l'illa deserta, Zhang Tianba s'ha endut Cuiying. Després de ser robada, la Cuiying salta de l'edifici i escapa. Fuig a un penya-segat i crida demanant ajuda.Tianba veu venir la Yiping i l'empeny al mar. Yiping queda dessolada i sovint va a la vora del mar per retre homenatge. Una nit, Yiping de sobte té una al·lucinació i surt al mar en un vaixell solitari per trobar a Cuiying, però les onades el enfonsen. Afortunadament, el rescata el vell del far. Resulta que Cuiying també ha estat rescatada pel vell abans, i finalment tots dos es retroben.

## Repartiment
En el repartiment destaca la presència del director del film i de les actrius Lee Ya-Ching, i de Lim Cho-cho, xinesa nascuda al Canada, que  va ser la segona esposa del director Li Minwei, considerat com "el pare del cinema de Hong Kong" i un dels pioners del cinema a la Xina